# Der Nordschleswiger
Der Nordschleswiger ist eine deutschsprachige Online-Zeitung in Dänemark mit Hauptredaktionssitz in Apenrade (Aabenraa) sowie Lokalredaktionen in Hadersleben (Haderslev), Sonderburg (Sønderborg), Tingleff (Tinglev) und Tondern (Tønder). Der Nordschleswiger ist die Zeitung der deutschen Minderheit in Dänemark.

## Geschichte
Der Nordschleswiger wurde 1946 als erste freie deutschsprachige Zeitung in Westeuropa gegründet – mit wöchentlicher Erscheinungsweise. Zwischen 1951 und 2021 war er als Tageszeitung, seitdem wird er als Online-Zeitung herausgegeben.
Die Papierzeitung erreichte im ersten Halbjahr 2019 nur noch eine Auflage von 1.500 Exemplaren.

### Die Digitalisierung
Nach 24 Jahren wurde 2013 Siegfried Matlok als Chefredakteur von Gwyn Nissen abgelöst. Der neuen Chefredaktion und dem herausgebenden Bund Deutscher Nordschleswiger (BDN) reichte die vergleichsweise geringe und stetig sinkende Reichweite der Papierzeitung als fast reine Abonnentenzeitung in der eigenen Minderheit und in der Mehrheitsbevölkerung nicht mehr aus.
Nach Abstimmungen in der Minderheit beschloss der BDN-Hauptvorstand 2018, die tägliche Papierausgabe einzustellen und publizistisch voll auf das in Dänemark besonders verbreitete Internet zu setzen. Sämtliche Inhalte sind seither jederzeit kostenlos, ohne Bezahlschranken und Abonnement-Pflicht auf der Internetseite des Nordschleswigers und über Apps für iOS- und Android-Geräte einzusehen.
Zusätzlich gibt es seit dem Ende der gedruckten Tageszeitung im Februar 2021 vierzehntäglich in Kooperation mit Flensborg Avis eine Papierzeitung, in der Inhalte aus dem Internetangebot gesammelt werden.

#### Auszeichnungen
- Für den Wandel von der Papierzeitung zum digitalen Medium wurden der stellvertretende Chefredakteur Cornelius von Tiedemann und der Abteilungsleiter Finanzen & Entwicklung, Carsten Werth, in der Kategorie „Digitale lokale/regionale Nachrichtenmedien des Jahres 2020“ vom dänischen Medien-Dachverband Danske Medier ausgezeichnet.[9]
- Das Online-Medium wurde zudem 2024 vom katalanischen Medien-Dachverband AMIC mit dem International Award for Local Media in der Kategorie EU – also dem europäischen Preis für Lokalmedien – ausgezeichnet.[10][11]

### Bedeutung
Der Nordschleswiger hat sich nicht nur als Lokal- und Regionalmedium für Nordschleswig einen Namen gemacht, sondern auch als eine oft von der dänischsprachigen Presse zitierte Quelle zu Minderheitenfragen, zu Themen, die das deutsch-dänische Grenzland betreffen und zur bundesdeutschen Politik. Der dänische Medienforscher Anker Brink Lund von der Copenhagen Business School sagte Ende Januar 2021 zur neuen publizistischen Ausrichtung des Medienhauses: „Ich betrachte den Nordschleswiger als eine der innovativsten Lokalzeitungen Dänemarks.“
Die Zeitung ist Mitglied der MIDAS (Europäische Vereinigung von Tageszeitungen in Minderheiten- und Regionalsprachen).

### Zusammenarbeit
Seit 2008 besteht eine Kooperation mit der Flensborg Avis, dem dänischsprachiges Pendant im angrenzenden Südschleswig sowie mit dem Schleswig-Holsteinischen Zeitungsverlag, zu dem das Flensburger Tageblatt gehört. Die Zusammenarbeit bestand zunächst lediglich darin, einige Artikel von den jeweils anderen Zeitungen, bei Bedarf auch in übersetzter Form, zu übernehmen. 2013 wurde die Zusammenarbeit um die größte dänischsprachige Tageszeitung in Süddänemark, JydskeVestkysten, erweitert. Seither ist es den vier Redaktionen jederzeit möglich, auf die digitalen Redaktionssysteme aller Partnerredaktionen zuzugreifen. Seit 2014 sind zudem die Redaktionen von JydskeVestkysten und Nordschleswiger in einem gemeinsamen Medienhaus in Apenrade angesiedelt, auch die Lokalredaktionen in Hadersleben und Sonderburg sind in Bürogemeinschaften untergebracht.
Die Nordschleswiger-Redaktion produziert werktäglich zwei deutschsprachige Hörfunk-Nachrichtensendungen, die bei Skala FM in Nordschleswig terrestrisch und über verschiedene Lokalsender u. a. aus dem nördlichen Schleswig-Holstein im Internet ausgestrahlt werden.